# 더 네임
더 네임(The Name, 1980년 8월 4일 ~ )은 대한민국의 가수 겸 프로듀서로, 본명은 최민석이다.
2003년 9월 26일 1집 앨범 [The First Scene of 名字]로 데뷔하였다. 발매한 앨범으로는 1집 The First Scene Of 名字, 2집 Second Chance To Fly, 3집 This Is The Name, 사랑하나 (Single), 마리오네뜨(Digital Single), In The Name Of Love (The Name Best & New) 등이 있다. 가수 활동을 하면서 간간이 작곡을 해 왔고, 이는 1집과 2집 사이에 4년 동안의 공백이 생긴 것에서 알 수 있다.
2011년에 디지털 싱글을 발표한 후 현재는 프로듀서로 전향하였으며, 스타쉽 엔터테인먼트에서 본부장으로 활동 중이다.

## 가수 외 활동

### 예능
2015년 《미스터리 음악쇼 복면가왕》(MBC) - 한 여름밤의 치맥파티